# Parasyntormon rotundicorne
Parasyntormon rotundicorne är en tvåvingeart som beskrevs av Van Duzee 1926. Parasyntormon rotundicorne ingår i släktet Parasyntormon och familjen styltflugor. Inga underarter finns listade i Catalogue of Life.